# Hármashegy (Debrecen)
Koordináták: é. sz. 47° 32′ 59″, k. h. 21° 50′ 04″47.549722°N 21.834444°E
A Hármashegy három halomból álló kiemelkedés, homokbuckasor Debrecen közelében kelet-északkeleti irányban. Az Erdőspuszták nevű erdős sztyeppvidék legmagasabb része. Legmagasabb pontja 151 méter. A tetején 14 méter magas kilátó épült 1980-ban, majd ennek helyére – mivel a környező erdők annyira megnőttek, hogy nagymértékben zavarták a kilátást – 2014-ben új, 25 méter magas kilátót építettek.
Népszerű kirándulóhely, sportpályákkal, színpaddal, tűzrakó helyekkel és büfékkel. Többek közt a Zsuzsi Erdei Vasúttal közelíthető meg. Az Alföldi Kéktúra állomása. A lábánál található erdő-szegélyezte rét a Hajdúsági Tájvédelmi Körzet része. Oldalát szánkózólejtőnek használják. A rét közelében található a Hármashegyaljai-tó, horgásztó gazdag növény- és madárvilággal. A tónál betelepült vidrák is élnek.

## Külső hivatkozások
- A hármashegyi erdei iskola
- A Zsuzsi Erdei Vasút honlapja
- Tanösvény a Hármashegy alján